# Saxifraga subg. Saxifraga
Saxifraga subg. Saxifraga es un subgénero del género Saxifraga. Contiene las siguientes secciones:
- Saxifraga sect. Cotylea
- Saxifraga sect. Cymbalaria
- Saxifraga sect. Gymnopera
- Saxifraga sect. Heterisia
- Saxifraga sect. Irregulares
- Saxifraga sect. Ligulatae
- Saxifraga sect. Mesogyne
- Saxifraga sect. Odontophyllae
- Saxifraga sect. Porphyrion
- Saxifraga sect. Saxifraga